# Rhodeus fangi
Rhodeus fangi е вид лъчеперка от семейство Шаранови (Cyprinidae). Видът не е застрашен от изчезване.

## Разпространение
Разпространен е в Китай (Анхуей, Гансу, Гуандун, Гуанси, Гуейджоу, Джъдзян, Дзилин, Дзянси, Дзянсу, Ляонин, Пекин, Съчуан, Тиендзин, Фудзиен, Хайнан, Хубей, Хунан, Хъбей, Хъйлундзян, Хънан, Чунцин, Шандун, Шанси, Шанхай, Шънси и Юннан), Провинции в КНР, Тайван и Хонконг.

## Описание
На дължина достигат до 5,8 cm.